# کاکتوس‌های خارپستان
کاکتوس‌های خارپستان (نام علمی: Neowerdermannia) نام یک سرده از تبار جنوب‌تباران است.